# Anglosasi

Osadnictwo Germanów w Brytanii ok. 400-500 r.

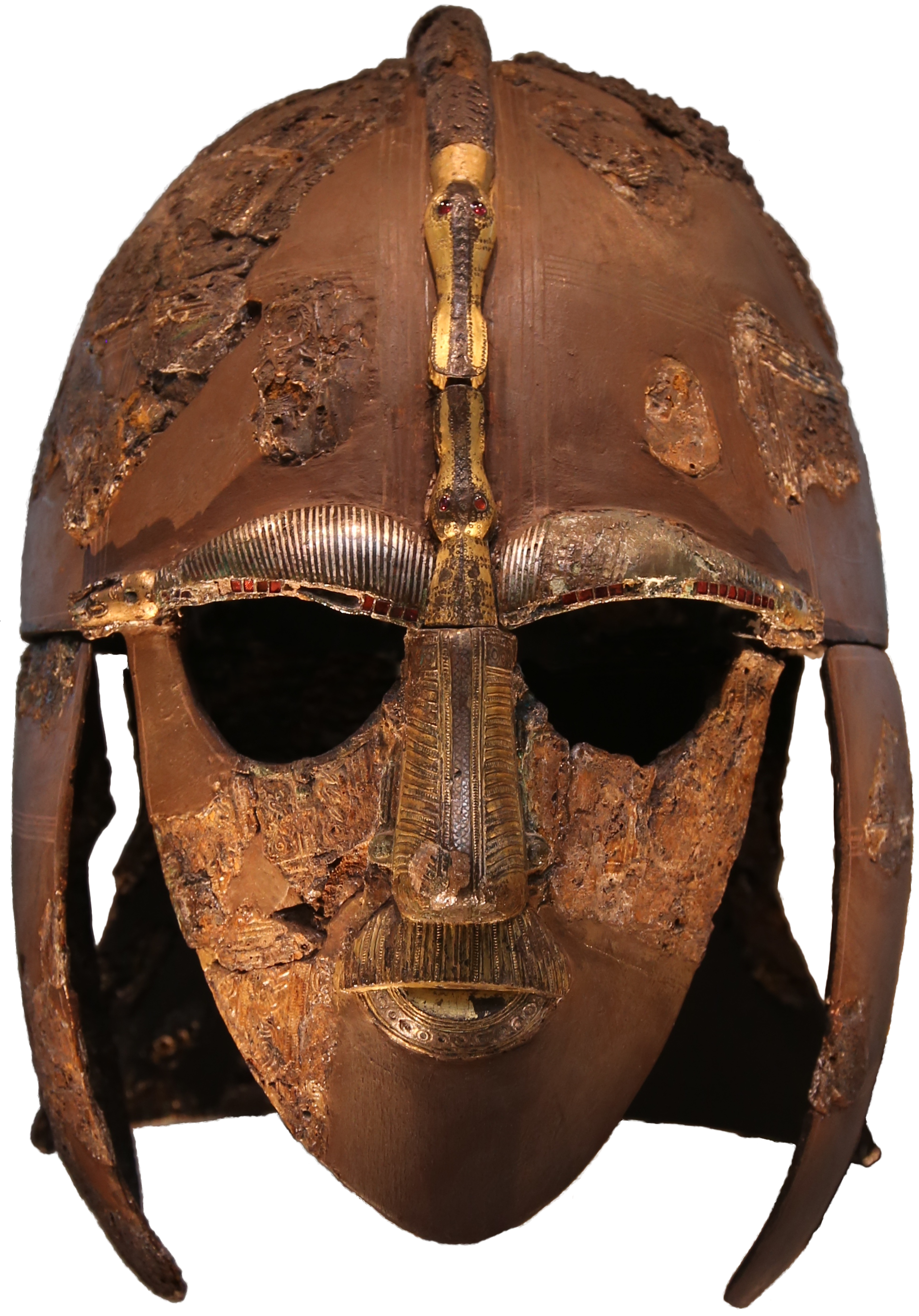
Anglosaski hełm paradny

Anglosasi (łac. Anglosaxones, ang. Anglo-Saxons) – w historiografii plemiona wywodzące się z terenu obecnych Niemiec i Skandynawii, takie jak Anglowie, Sasi i Jutowie, które (począwszy od V wieku) zasiedliły większą część Wysp Brytyjskich. Anglosasami nazywa się także społeczeństwa wywodzące się od tych plemion. Współczesny język angielski pochodzi od języków, którymi te plemiona posługiwały się 1500 lat temu.
Współcześnie termin „Anglosasi” używany bywa także w rozmaitych kontekstach na oznaczenie wspólnoty narodów wywodzących się od plemion anglosaskich, do mieszkańców współczesnych krajów anglosaskich (Anglicy, Amerykanie, Australijczycy, Kanadyjczycy, Nowozelandczycy – należy jednak podkreślić, że nacisk jest także kładziony na biały kolor skóry, wyznanie chrześcijańskie i posługiwanie się językiem angielskim, jako językiem ojczystym), przede wszystkim w wyrażeniach związanych z prawem, typu anglosaski system prawny.

## Historia
Anglosasi byli germańskimi plemionami, które zamieszkiwały Brytanię od połowy V wieku n.e. Zajęcie Brytanii przez Anglosasów jest powszechnie uważane za początki współczesnego narodu angielskiego.
Pod koniec IV i na początku V wieku Rzymianie przywieźli wojowników anglosaskich wraz z rodzinami do Brytanii. Mieli oni jako płatni żołnierze pomagać Rzymianom w obronie południowych i wschodnich wybrzeży przed innymi plemionami germańskimi. Około 410 roku ostatnie oddziały rzymskie opuściły Brytanię. Mimo że niektórzy jej mieszkańcy nadal wiedli życie na sposób rzymski, w miarę napływu coraz to nowych osadników zza kanału La Manche i Morza Północnego wiele miejsc zaczęło się zmieniać i przybierać anglosaski charakter.
Przybywający do Brytanii Anglosasi stopniowo zajmowali coraz rozleglejsze tereny i zakładali farmy, wioski oraz miasta. W ciągu 200 lat, od około 450 do 650 roku, przesunęli się dalej na zachód. Wcześniejsza, celtycka ludność (Brytowie) została usunięta lub podbita i zasymilowana. Anglosasi utworzyli wiele niewielkich królestw, z których stosunkowo długotrwałymi okazały się państwa heptarchii (Kent, Mercja, Nortumbria, Essex, Sussex, Wessex, Anglia Wschodnia). Od VIII wieku te państwa były atakowane przez wikingów. Najeźdźcom oparło się Królestwo Wessexu, które w X wieku zjednoczyło Anglię tworząc Królestwo Anglii.
W 1016 roku Kanut II Wielki (siostrzeniec Bolesława Chrobrego) i jego armia podbili stopniowo całą Anglię. Kanuta uznano za króla. W latach 1016–1042 Anglią władali duńscy królowie. Koniec epoki anglosaskiej wyznacza najazd normański w 1066, a dokładniej bitwa pod Hastings, w której zwyciężył normański najeźdźca Wilhelm Zdobywca.

## Dziedzictwo w języku
Niektóre anglosaskie nazwy przetrwały, na przykład Anglia Wschodnia będąca kiedyś Królestwem Wschodnich Anglów. Inne anglosaskie nazwy są nadal w użyciu. Słowo ford oznaczało skrzyżowanie i występuje na przykład w nazwie Bradford, ton zaś znaczyło farma lub wioska i zawarte jest w wielu nazwach na Wyspach Brytyjskich, na przykład Brighton lub Preston.

## Kultura

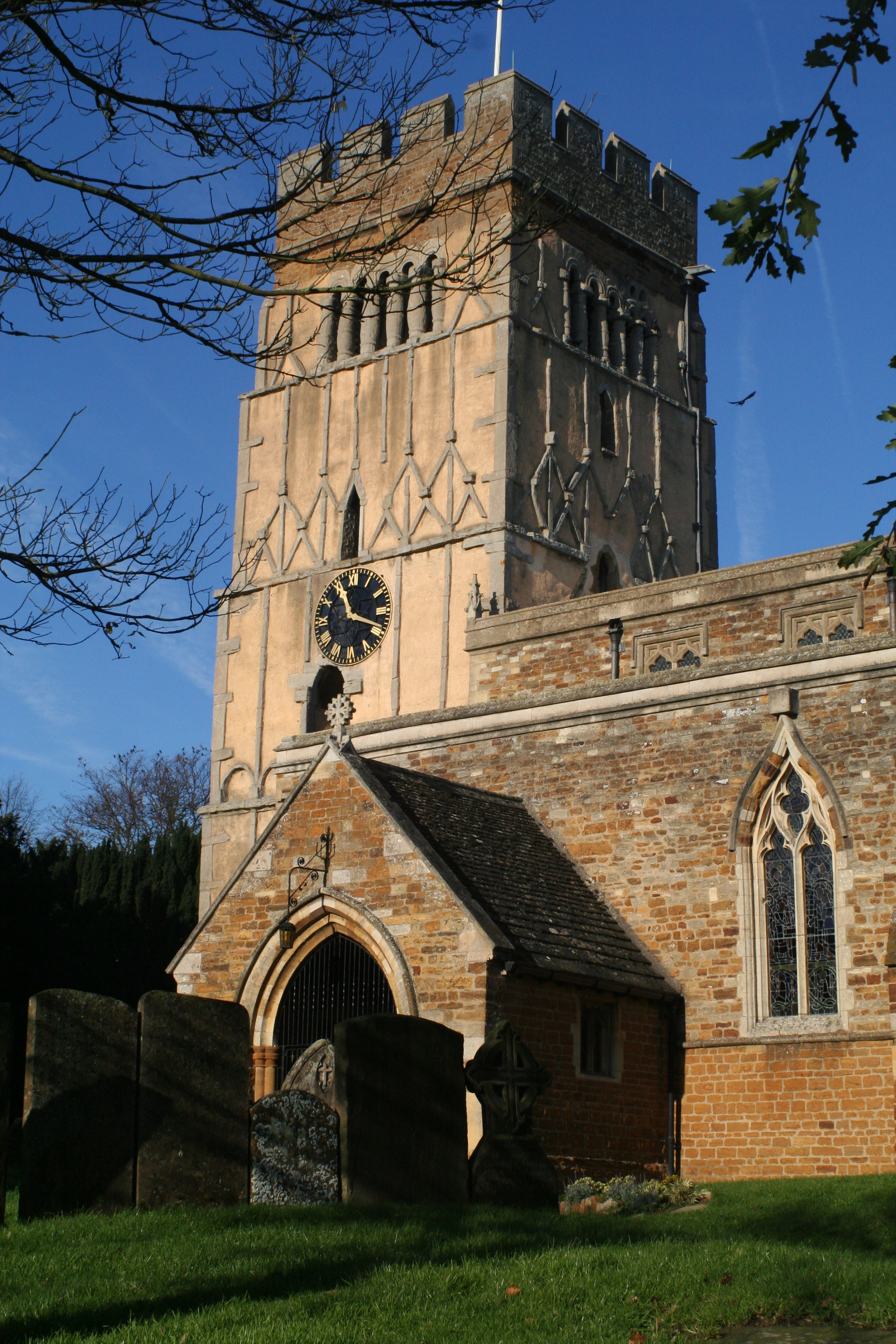
Kościół w Earls Barton

Życie kulturalne skupiało się wokół klasztorów i na dworze królewskim. Przed wprowadzeniem chrześcijaństwa i języka łacińskiego, Anglosasi posługiwali się alfabetem złożonym z 33 znaków zwanych runami. Uczeni zajmowali się tłumaczeniem klasycznych dzieł łacińskich na język staroangielski zwany też anglosaskim.
Kościoły anglosaskie, jak np. kościół w Earls Barton, często mają kwadratowe wieże ozdabiane kamiennymi reliefami.
Anglosascy mnisi sporządzali nadzwyczaj piękne rękopisy. Jeden z mnichów (skryba) przepisywał tekst, drugi go ilustrował, a trzeci tworzył wszelkie inne ozdoby.
Anglosasi wyrabiali także biżuterię. Obrabiali piękne klejnoty i umieszczali na nich wyrzeźbione obrazy przedstawiające ich władców albo inskrypcje, które ich chwaliły. Anglosasi wyrabiali także naczynia, biżuterię metalową i przedmioty z kości ułatwiające codzienne życie.
Z małych skrawków odzieży znalezionych w grobowcach archeolodzy wysnuli wniosek, że kobiety często nosiły długie, powiewne szaty mocowane na ramionach wielkimi broszami. Przy pasach noszono sakiewki. Znaleziono też biżuterię – brosze, naszyjniki, szpile i bransolety. Mężczyźni zwykle ubierali się w krótkie tuniki wkładane na wąskie spodnie oraz w płaszcze. Niektórych mężczyzn chowano z tarczą i mieczem.

## Ustrój anglosaskiej Anglii
Jednym z elementów ustroju politycznego anglosaskiej Anglii był witan (Witenagemot), czyli rada królewska składająca się m.in. z członków rodu królewskiego. Rada ta podejmowała decyzje nt. sukcesji, wojen, pokoju, praw i wyroków oraz nadawania dóbr.
Niektórzy z władców anglosaskim byli tzw. bretwalda, tj. władali nie tylko własnym królestwem, lecz byli także zwierzchnikami większości (lub wszystkich) z innych państw anglosaskich. Bretweldem był m.in. Egbert.

## Alfred Wielki
Jednym z najsławniejszych króli anglosaskich był Alfred Wielki. Władał w południowej Anglii w IX wieku. Był utalentowanym żołnierzem, który obronił swoje królestwo przed najazdem wikingów. Był wielkim orędownikiem nauki, pod jego panowaniem rozkwitły sztuka i rzemiosło. Za czasów jego panowania zaczęto spisywać Kroniki anglosaskie, zapis ważnych wydarzeń w królestwie. Alfred był też założycielem wielu ufortyfikowanych miast, zwanych burhs. Miast tych broniły masywne wały, za którymi mogli schronić się mieszkańcy uciekający przed nowymi najeźdźcami – wikingami.